# 黄梯云
黄梯云（1932年—2016年），男，安徽休宁人，中国工业管理工程专家，曾任哈尔滨工业大学教授、博士生导师。